# ナイジェラの気軽にクッキング
ナイジェラの気軽にクッキング（ナイジェラのきがるにクッキング）はNHK-BS及びCSで放送されたイギリスの料理番組。
美人料理家として名高いナイジェラ・ローソンが手軽にしかもオシャレに仕上げる料理番組であった。実際に子育てもする主婦であるナイジェラの豊満でセクシーな魅力と、料理はそれに反する男顔負けの豪傑でガサツですらある気取らない作りとのギャップで日本でもファンが急増した。
日本語吹き替えは土井美加が担当。

## 主なメニュー
- ベトナム風ブラックライス&シュリンプサラダ
- ムール貝のリングイネ
- コリアン風BBQビーフ
- イタリア風トライフル
- 赤唐辛子のスペアリブ
- リコッタチーズのパンケーキ（スフレチーズケーキ風）
- チキンのハーブロースト、レモン風味
- パッションフルーツとホワイトチョコレートのムース
- メレンゲチョコケーキ
- ラズベリーのシャルドネゼリー
- 鴨のサラダ
- レモンドロップ
- チキンのハーブロースト、レモン風味
- ロメインレタスの蒸し煮
- 白身魚のバーベキュー
- 蟹のソースのパスタ
- シーザース・サラダ
- ヨークシャープディング
- マッシュポテトと焼きコロッケ